# Крикет (мюзикл)
Крикет (англ. Cricket) или Крикет (сердца и калитки) (англ. Cricket (Hearts and Wickets)) — мини-мюзикл Эндрю Ллойда Уэббера и Тима Райса. Был написан в честь 60-летия Королевы Великобритании Елизаветы II. Премьера прошла 18 июня 1986 года в Виндзорском замке.
Так как мюзикл не был предназначен для большой сцены, некоторые мелодии из него Эндрю перенёс в другое своё произведение — «Аспекты любви».

## История создания
После шумного успеха «Эвиты» в 1978 году, композитор Эндрю Ллойд Уэббер и лирист Тим Райс решили сделать небольшой перерыв в работе их знаменитого дуэта.
Они не работали до тех пор, пока не получили заказ на новый мюзикл от сына Королевы Принца Эдварда (он в то время работал в компании Уэббера «Really Useful Company» в должности «помощник по кадрам»). Он и поручил композитору и поэту написать небольшой мюзикл в честь юбилея своей матери.
Крикет был (и является) любимой игрой Тима Райса — он даже создал поле для игры в крикет у себя дома и поэтому решил написать комический мюзикл о национальной игре англичан. Лирик использовал связанные с игрой термины, чтобы мюзикл был более понятен зрителю. Он и Ллойд Уэббер создали смешную 25-минутную «мюзикалетту» для Королевы.

## Краткое содержание
Действие происходит на фоне матча в полувымышленном крикетном клубе (Headingley Cricket Club’s). Комический и немного мелодраматический сюжет рассказывает о звезде крикета Дональде, разрывающимся между командой и своей девушкой Эммой, что очень ей не нравится. Она решает бросить, как смотреть матчи своего парня, так и его самого и увлекается более захватывающей игрой — скачками и любителем игры в тотализатор Винсентом.
Основными действующими лицами в представлении являются: Дональд, Эмма, отец Эммы (Граф), Винсент, партнёр Дональда по команде Виттеринг и игрок из противоположной команды Винстон Б. Пакер. В роли хора выступают остальные крикетёры.

## Сюжет
Действие происходит на матче в Хединглийском Крикетном Клубе. За игрой наблюдают: Граф Хедингли, его дочь Эмма Кирксталл-Лейн и Винсент Сент-Леджер. Граф и крикетёры восхваляют крикет («The Summer Game»).
Эмма хочет выйти замуж за игрока Хединглийского клуба Дональда Хоббса (Граф, несмотря на то, что он отец Эммы, больше одобряет его, чем свою дочь, потому что чувствует её недовольство увлечением Дональда). Она любит его, но считает, что он отдаёт слишком много сил спорту, вместо того, чтобы больше времени проводить с ней. Ей кажется, что она всегда будет вторичной в его глазах, по крайней мере, до тех пор, пока Дональд не уйдёт из спорта («As The Seasons Slip Fruitlessly By»).
Винсент Сент-Леджер (большой поклонник лошадиных скачек) подслушивает Эмму и делает ей довольно корыстное предложение: вместо крикетного матча посетить скачки. Эмма отказывается сначала, но потом решает, что Винсент прав и уходит с ним («The Sport Of Kings»). Игрок команды противников Винстон Б. Паркер рассуждает о том, как это наверно чудесно попадать мячом по противникам, когда те промахиваются по нему битой. В течение песни он травмирует нескольких игроков («The Art Of Bowling»).
Дональд замечает, что Эмма уходит с Винсентом. Удивлённый и оскорблённый до глубины души он начинает по-настоящему волноваться: что ему делать? Остаться, помочь команде битой и потерять Эмму или броситься вслед за ней и вернуть? В конце концов, привязанность к спорту взяла верх. Дональд не мог позволить, чтобы его команда проиграла. Но во время исполнения песни по нему попадают мячом, он падает на землю и всё начинает вертеться вокруг него: его команда, Винстон, Эмма, Винсент, разные моменты игры («All I Ask Of Life»).
После перерыва возвращается удручённая Эмма, с чувством, что Винсент её обманул. Она не только просадила все деньги на скачках, но и потеряла Дональда и теперь винит саму себя, не зная, как вернуть назад свою любовь («Fools Like Me»).
Дональд с командой возвращается на игру, но теперь он игнорирует Эмму. Граф, между тем, отчитывает дочь и Винсента. Эмму за то, что она влезла в долги и теперь, как репутация, так и финансовое положение её отца под угрозой. Винсент пытается оправдаться, но Граф не обращает внимания на его слова. Он влиятельный член Жокейского клуба (который так любит посещать Винсент) и закрывает Сент-Леджеру доступ на скачки. Бедный Винсент ищет поддержки у Эммы, но она считает, что он обманул её и из-за него у отца теперь будут проблемы («A Ban For Life»).
Разговор Эммы и Винсента прерывается криком. Виттеринга травмировали, и теперь он не сможет продолжать игру. Команде необходимо набрать ещё больше десяти очков, чтобы победить, но нет никого, кто мог бы занять место Виттеринга рядом с Дональдом. Расстроенный Граф считает, что это чёрный день для Хедингли («Wittering’s Final Innings»). Винсент вдруг громко заявляет, что займёт место травмированного («The Making Of St. Leger»). Он присоединяется к Дональду (к удивлению крикетёров, сомневающихся в способностях Винсента), и игра продолжается. Во время игры в него несколько раз больно попадают мячом, но он продолжает играть.
В результате Дональд и Винсент одерживают победу и оба моментально становятся героями дня. Граф так впечатлён храбростью Винсента, что отменяет ему запрет на посещение скачек. Дональд уверяет Эмму, что будет меньше играть и больше времени проводить с ней. Она же интересуется, могут ли они пойти на скачки? Винсент решает каждое воскресенье играть в крикет. И в довершение всего, Виттеринг чувствует себя лучше («The Final Stand»).
Дональд и Эмма клянутся друг другу всегда быть рядом в любовной балладе, оканчивающейся крещендо. К ним присоединяются остальные, провозглашая в метафоре крикет, как основу жизни и любви («One Hot Afternoon»).

## Музыкальные номера
- The Summer Game — Граф, хор крикетёров.
- As The Seasons Slip Fruitlessly By — Эмма.
- The Sport Of Kings — Винсент, Эмма.
- The Art Of Bowling — Винстон Б. Пакер.
- All I Ask Of Life — Дональд.
- Fools Like Me — Эмма и хор крикетёров.
- A Ban For Life — Граф и Винсент; Эмма.
- Wittering’s Final Innings — хор крикетёров, Граф, Виттеринг.
- The Making Of St. Leger — Винсент; все.
- The Final Stand — Граф и хор крикетёров; все.
- One Hot Afternoon — Дональд и Эмма; все.

## Постановки
Премьерный показ состоялся 18 июня 1986 года Виндзорском замке (режиссёр Тревор Нанн). Музыку исполняли члены группы Colosseum II (впервые исполнившие «Вариации» Ллойда Уэббера) и другие. Мужская вокальная группа «Cantabile» исполнила роль хора крикетёров.
Постановка в Виндзорском замке была очень энергичной и забавной и имела большой успех. После мюзикл ставился ещё два раза: 15 июля 1986 года на Сидмонтонском Фестивале, и, по предложению Тима Райса, в ноябре того же года на благотворительном вечере в Lord’s Taverners, где Тим играл крикетёра Виттеринга, надев униформу своего собственного клуба. После этого мюзикл больше не ставили.
Фрагмент репетиций мюзикла был показан по телевидению в «The South Bank Show» 15 ноября 1986 года. В этом фрагменте Сара Пейн и Элвин Стардаст репетировали номера «As the Seasons Slip Fruitlessly By» и «The Sport Of Kings».

## Оригинальный актёрский состав
- Иэн Чарлсон — Дональд Хоббс, звезда крикета, член Хединглийского крикетного клуба.
- Сара Пейн — Эмма Кирксталл-Лэйн, девушка Дональда.
- Джон Савидент — Граф Хедингли, отец Эммы, покровитель Хединглийского крикетного клуба и управляющий «Клуба жокеев».
- Элвин Стардаст — Сент-Винсент Леджер, грубый парень, который проводит всё своё время, делая ставки на скачках.
- Джордж Харрис — Уинстон Б. Пакер, игрок противоположной команды из Вест-Индии.
- «Cantabile» — хор крикетёров.
- Принц Эдвард — Виттеринг, галантный игрок, член Хединглийского крикетного клуба.

## Дальнейшая судьба «Крикета»
Эндрю Ллойд Уэббер перенёс по крайней мере пять мелодий из мюзикла в другое своё произведение «Аспекты любви» и ещё несколько в «Бульвар Сансет», что огорчило Райса, мечтавшего превратить мюзикл в полноценное сценическое произведение.
Некоммерческий, инструментальный демоальбом был записан на фортепиано в 1986 году. Либретто «Крикета» было опубликовано лишь в 2004 году.
Группа «Cantabile» записала песню «The Summer Game», вошедшую в их альбом «Songs of Cricket», в которой Тим Райс исполнил партию Графа Хедингли.